# 尾崎圭司
尾崎 圭司（おざき けいじ、1980年4月24日 - ）は、日本の男性テコンドー家、プロキックボクサー。元フィンスイミング選手。
神奈川県出身。チームドラゴン所属。
テコンドーの強さを証明するためにキックボクシングの試合に参加し始めた。後ろ横蹴りなど多彩な足技を持つ。日本テコンドー協会2段位。

## 来歴
帰国子女であり、高校途中までアメリカ合衆国で過ごした（慶應義塾ニューヨーク学院に通った）。帰国後は神奈川県立鶴嶺高等学校に進学し、高校卒業後は神奈川大学経営学部に進学した。

### 学生時代
高校時代からフィンスイミングを始め、1999年に日本選手権に参加し、5種目に参加すると、全て優勝し日本記録を樹立した。神奈川大学に入学しテコンドーを学び始める。

### テコンドー時代
2000年に第12回全日本大学テコンドー選手権大会のフルコンタクト無差別級で優勝したのを皮切りに、地区大会で優勝を重ねる。
2001年に第12回全日本テコンドー選手権大会に初参加するも相手選手のサミングをもらい3位に終わる。
2002年6月8日に第19回全日本ウエイト制空手道選手権大会（極真会館松井派主催）の中量級に出場。1回戦を右後ろ横蹴りで一本勝ちしたが、続く2回戦では延長戦で判定負けした。
2002年12月28日、第13回全日本フルコンタクトテコンドー選手権大会に出場。日本発のリング上で行われるフルコンタクトテコンドーの試合の無差別級で優勝した。
2003年11月29日、第14回全日本フルコンタクトテコンドー選手権大会に出場、優勝して2連覇を達成した。同時に12、13、14回全日本大学テコンドー選手権大会無差別級でも3連覇を達成した。

### R.I.S.E.
2003年3月、前田憲作が主宰するチームドラゴンに入門し、キックボクシングの練習を開始。2003年9月28日に格闘技団体R.I.S.E.の主催する「R.I.S.E. Fourth」でプロデビュー。末廣智明を判定3-0で破り、デビュー戦を白星で飾った。
その後は蹴りだけでなく、CRAZY884を一方的にKOするなどパンチの技術も進化させて実績を重ねる。
2006年5月17日、J-NETWORK「GO! GO! J-NET '06 〜Invading the DRAGON〜」で「喧嘩×テコンドー」として、我龍真吾とエキシビションマッチを行った。尾崎はテコンドーの胴衣、我龍は特攻服を着用しての異色の対戦となった。
2006年6月25日、日本元3階級王者の須藤信充と対戦し、一時流れを掴みかけるが、2RにパンチでKO負けを喫した。
2006年9月24日、R.I.S.E.で村浜武洋と対戦予定であったが、左肋軟骨損傷により欠場となった。
2006年12月17日、「R.I.S.E. DEAD OR ALIVE TOURNAMENT '06」に参戦し、1回戦で60kgトーナメント大会優勝者の水谷秀樹に判定勝ち、続く準決勝をダメージが溜まる裕樹を左ローで2RKO勝ち、決勝戦ではJ-NETWORKミドル級王者の寒川直喜を3R3-0の僅差の判定で破り優勝した。この優勝によって、K-1参戦を決定的なものとした。

### K-1
テコンドーの強さを証明するため、2007年2月5日、「K-1 WORLD MAX 2007 〜日本代表決定トーナメント〜」に参加。テコンドーを思わせる独特のロングスパッツを履き、回転系の技を積極的に出した。1回戦で宍戸大樹に判定勝ちするも、準決勝では佐藤嘉洋に膝蹴りとローキックをもらい続け判定負けし、ベスト4に終わった。
2007年4月4日、「K-1 WORLD MAX 2007 〜世界最終選抜〜」に抜擢されるもイアン・シャファーに3度のダウンを奪われ判定負け。キックが持ち味であるにもかかわらず、インファイトでパンチ勝負に走ってしまうことを、セコンドに指摘される姿が放送された。
2008年2月2日、「K-1 WORLD MAX 2008 〜日本代表決定トーナメント〜」に出場。1回戦で城戸康裕と対戦し、3R終盤にダウンを奪われ判定負け。
2009年8月14日、Krushライト級グランプリ2009に出場。1回戦で山本元気に判定負け。
2009年11月22日、RISE 60のRISE 60kgタイトルマッチで王者板橋寛と対戦し、KO負けで王座獲得ならず。
2010年5月2日、K-1 WORLD MAX 2010 〜-63kg Japan Tournament 1st Round〜で小宮山工介と対戦し、判定勝ち。
2010年7月5日、K-1 WORLD MAX 2010 〜-63kg Japan Tournament FINAL〜では、準々決勝で久保優太と対戦し、0-3の判定負け。
2010年9月20日、Krush.10で佐々木郁矢と対戦し、3Rに3度のダウンを奪いKO勝ちを収めた。
2010年10月31日、Krush-EX 〜Road to the CHAMPIONSHIP〜のメインイベントで生井宏樹と対戦し、2Rに3度のダウンを奪いKO勝ちを収めた。
2011年2月5日、谷山ジム主催「ビッグバン・統一への道 其の四」で水落洋祐と対戦し、3Rに3度のダウンを奪われTKO負けとなった。
2011年5月29日、Krush -70kg初代王座決定トーナメント ～開幕戦～のスーパーファイトでパク・ドンファと対戦し、3-0の大差判定勝ちを収めた。
2011年8月14日、Krush.11のISKA世界スーパーライト級王座決定戦でISKAフランス3冠王トーマス・アダマンドポウロスと対戦し、2Rにバックブローでダウンを奪うもその他のRでポイントを取られ0-3の判定負けを喫した。
現役引退後K-1本部で働きK-1ジム横浜で会長として働いていた。現在はK-1ジム五反田で会長をしている。

## 戦績
| キックボクシング 戦績 | キックボクシング 戦績 | キックボクシング 戦績 | キックボクシング 戦績 | キックボクシング 戦績 | キックボクシング 戦績 | キックボクシング 戦績 |
| --------------------- | --------------------- | --------------------- | --------------------- | --------------------- | --------------------- | --------------------- |
| 40 試合               | (T)KO                 | 判定                  | その他                | 引き分け              | 無効試合              |                       |
| 25 勝                 | 9                     | 16                    | 0                     | 1                     | 0                     |                       |
| 15 敗                 | 3                     | 12                    | 0                     | 1                     | 0                     |                       |

| 勝敗 | 対戦相手                     | 試合結果                                      | 大会名 | 開催年月日     |
| ○    | ディン・ニン                 | 3R終了 判定3-0                                | Krush.19 | 2012年6月8日   |
| ○    | 服部浩典                     | 3R 0:37 KO（左フック）                        | Krush.15 | 2012年1月9日   |
| ×    | ローマン・マイロフ           | 3R終了 判定                                   | W5 GRAND PRIX MOSCOW | 2011年10月22日 |
| ×    | トーマス・アダマンドポウロス | 3R終了 判定3-0                                | Krush.11 【ISKA世界スーパーライト級王座決定戦】                                                                                       | 2011年8月14日  |
| ○    | パク・ドンファ               | 3R終了 判定3-0                                | Krush -70kg初代王座決定トーナメント ～開幕戦～ 【スーパーファイト】                                                                   | 2011年5月29日  |
| ×    | 水落洋祐                     | 3R 2:22 KO（3ノックダウン：パンチ連打）       | 谷山ジム「ビッグバン・統一への道 其の四」                                                                                             | 2011年2月5日   |
| ○    | 谷山俊樹                     | 延長R 2:04 TKO(タオル投入)                    | Krush初代王座決定トーナメント～Round.1～ 【スーパーファイト】                                                                         | 2010年12月12日 |
| ○    | 生井宏樹                     | 2R 1:32 KO（3ノックダウン：バックブロー）     | Krush-EX 〜Road to the CHAMPIONSHIP〜                                                                                                 | 2010年10月31日 |
| ○    | 佐々木郁矢                   | 3R 1:28 KO（3ノックダウン：パンチ連打）       | Krush.10 | 2010年9月20日  |
| ×    | 久保優太                     | 3R終了 判定0-3                                | K-1 WORLD MAX 2010 〜-70kg World Championship Tournament FINAL16 / -63kg Japan Tournament FINAL〜 【-63kg Japan Tournament 準々決勝】 | 2010年7月5日   |
| ○    | 小宮山工介                   | 3R終了 判定2-1                                | K-1 WORLD MAX 2010 〜-63kg Japan Tournament 1st Round〜 【1回戦】                                                                     | 2010年5月2日   |
| ○    | YOSHI                        | 3R終了 判定3-0                                | Krush×Survivor | 2010年3月13日  |
| ×    | 板橋寛                       | 2R 2:29 KO（パンチ連打）                      | RISE 60 【RISE 60kgタイトルマッチ】                                                                                                   | 2009年11月22日 |
| ×    | 山本元気                     | 3R終了 判定0-3                                | Krushライト級グランプリ2009 〜開幕戦 Round.2〜【1回戦】                                                                               | 2009年8月14日  |
| ×    | シュー・イェン               | 3R終了 判定                                   | The Challenger | 2009年5月31日  |
| ×    | 白須康仁                     | 3R終了 判定0-3                                | K-1 WORLD MAX 2009 〜日本代表決定トーナメント〜 【リザーブファイト】                                                                  | 2009年2月23日  |
| ×    | イ・スファン                 | 3R+延長R終了 判定1-2                          | 全日本キックボクシング連盟「Krush! 〜Kickboxing Destruction〜」                                                                       | 2008年11月8日  |
| ○    | ジョン・クァンシック         | 3R 1:25 KO（右ローキック）                    | J-NETWORK「TEAM DRAGON QUEST 2」 | 2008年8月31日  |
| ×    | 城戸康裕                     | 3R終了 判定0-3                                | K-1 WORLD MAX 2008 〜日本代表決定トーナメント〜 【1回戦】                                                                             | 2008年2月2日   |
| ×    | 山本優弥                     | 3R終了 判定0-2                                | 全日本キックボクシング連盟 「浪漫」 Kick Return Kickboxer of the best 60 Tournament 〜決勝戦〜 【K-1 WORLD MAXルール】                | 2007年10月25日 |
| △    | パク・ウィング・ヒョング     | 3R終了 判定                                   | K-1 WORLD MAX 2007 〜世界一決定トーナメント開幕戦〜                                                                                   | 2007年6月28日  |
| ×    | イアン・シャファー           | 3R終了 判定0-3                                | K-1 WORLD MAX 2007 〜世界最終選抜〜                                                                                                   | 2007年4月4日   |
| ×    | 佐藤嘉洋                     | 3R終了 判定0-3                                | K-1 WORLD MAX 2007 〜日本代表決定トーナメント〜 【準決勝】                                                                            | 2007年2月5日   |
| ○    | 宍戸大樹                     | 3R終了 判定3-0                                | K-1 WORLD MAX 2007 〜日本代表決定トーナメント〜 【1回戦】                                                                             | 2007年2月5日   |
| ○    | 寒川直喜                     | 3R終了 判定3-0                                | R.I.S.E. DEAD or ALIVE TOURNAMENT '06 【決勝】                                                                                        | 2006年12月17日 |
| ○    | 裕樹                         | 2R 1:58 KO（2ノックダウン：左ローキック）     | R.I.S.E. DEAD or ALIVE TOURNAMENT '06 【準決勝】                                                                                      | 2006年12月17日 |
| ○    | 水谷秀樹                     | 3R終了 判定3-0                                | R.I.S.E. DEAD or ALIVE TOURNAMENT '06 【1回戦】                                                                                       | 2006年12月17日 |
| ○    | 金井健治                     | 3R終了 判定3-0                                | SHOOT BOXING WORLD TOURNAMENT S-cup 2006 【オープニングマッチ】                                                                       | 2006年11月3日  |
| ×    | 須藤信充                     | 2R 1:28 KO（パンチ）                          | R.I.S.E. FLASH to CRUSH TOURNAMENT '06 【スペシャルワンマッチ】                                                                       | 2006年6月25日  |
| ○    | 関本宏                       | 3R終了 判定3-0                                | SHOOT BOXING 2006 NEO ΟΡΘΡΟΖ Series 1st                                                                                               | 2006年2月9日   |
| ○    | 水町浩                       | 2R 1:23 KO（3ノックダウン：上段後ろ回し蹴り） | R.I.S.E. DEAD or ALIVE TOURNAMENT '05                                                                                                 | 2005年12月18日 |
| ○    | CRAZY884                     | 1R 2:03 KO（3ノックダウン：右フック）         | R.I.S.E. XIX | 2005年10月30日 |
| ○    | 山口太雅                     | 5R終了 判定3-0                                | SHOOT BOXING 20th ANNIVERSARY SERIES 4th                                                                                              | 2005年9月25日  |
| ○    | 裕樹                         | 2R 0:43 TKO（タオル投入）                     | R.I.S.E. XVII | 2005年7月31日  |
| ○    | 北野ユウジ                   | 3R終了 判定2-1                                | R.I.S.E. XVII | 2005年5月29日  |
| ○    | 北山高与始                   | 3R終了 判定2-0                                | R.I.S.E. XII | 2005年1月30日  |
| ○    | TAISHO                       | 3R 0:42 TKO（2ノックダウン：パンチ連打）      | FUTURE FIGHTER IKUSA 6 〜宙（SORA）〜 GANGSTAR☆Z                                                                                      | 2004年11月28日 |
| ○    | シャノン"f-16"フォレスター   | 3R終了 判定2-0                                | R.I.S.E. THE LOW of THE RING 〜日本vs世界〜                                                                                           | 2004年7月4日   |
| ×    | 寒川慶一                     | 延長R終了 判定1-2                             | R.I.S.E. VII | 2004年4月29日  |
| ○    | 嶋村匡如                     | 3R終了 判定3-0                                | R.I.S.E. DEAD or ALIVE TOURNAMENT | 2003年12月23日 |
| ○    | 末廣智明                     | 3R終了 判定3-0                                | R.I.S.E. Fourth | 2003年9月28日  |

## 獲得タイトル
- アマチュア
  - 第12回全日本大学テコンドー選手権大会フルコンタクト無差別級 優勝（2000年）
  - 第11回神奈川県テコンドー選手権大会 優勝（2000年）
  - 中部テコンドー選手権大会 優勝（2000年）
  - 全日本テコンドー選手権大会 第3位（2001年）
  - 第12回神奈川県大会テコンドー選手権大会フルコンタクト無差別級 優勝（2001年7月15日）
  - 第13回全日本大学テコンドー選手権大会フルコンタクト無差別級 優勝（2001年12月7日）
  - 第4回東京都テコンドー選手権フルコンタクト無差別級大会 優勝（2001年10月8日）
  - メモワール第13回全日本フルコンタクトテコンドー選手権大会組手無差別級 優勝（2002年12月28日）
  - 第14回全日本大学テコンドー選手権大会フルコンタクト無差別級 優勝（2002年9月16日）
  - メモワール第14回全日本フルコンタクトテコンドー選手権大会 優勝（2003年11月29日）
- プロ
  - R.I.S.E. DEAD OR ALIVE TOURNAMENT '06 優勝